# Ураган
Тропски циклон (оркан, ураган или тајфун) метеоролошка је појава на Земљи која се састоји од брзих ветрова те много кише. Урагани могу трајати неколико дана или недеља и честа су појава на истоку САД, југоисточној Азији и на северу Аустралије. Супротно медијским написима о снажним ветровима који све уништавају на свом путу, урагани су на копну много слабији ветар од наше буре, иако у обалном подручју имају већу разорну моћ због дизања нивоа мора. Тропски циклон је брзо ротирајући олујни систем који се одликује центром ниског притиска, јаком ветровима, и спиралним аранжманом грмљавинских олуја које производе јаку кишу. У зависности од његовог положаја и јачине, тропски циклон се назива именима као што су ураган, оркан (фр. ouragan, од шп. huracan), тајфун, тропска олуја, циклонска олуја, тропска депресија, и једноставно циклон. Атлански ураган је јак тропски циклон који се јавља у Атлантском океану или североисточном Тихом океану, а тајфун се јавља у северозападном Тихом океану. У Индијском океану и јужном Пацифику, сличне олује се називају „тропским циклонима”. У модерно доба, у просеку се око 80 до 90 именованих тропских циклона формира сваке године широм света, од којих преко половине развија ураганске ветрове од 65 kn (120 km/h; 75 mph) или више. Тропски циклони преносе топлоту и енергију из тропских крајева и транспортују је ка умереним географским ширинама, што игра важну улогу у регулисању глобалне климе.
Тропски циклони се типично формирају над великим пространствима релативно вруће воде. Они изводе своју енергију из испаравања воде са површине океана, од које се затим кондензацијом формирају облаци и киша, кад се влажни ваздух подигне и охлади до засићења. Овај извор енергије се разликује од циклонских олуја средње географске ширине, као што су североисточњаци и европске олује, које су првенствено подстакнуте хоризонталним температурним контрастима. Јаки ротирајући ветрови тропских циклона су резултат конзервације угаоног момента узрокованог ротацијом Земље, при протоку ваздуха према оси ротације. Консеквентно, они се ретко формирају у појасу од 5° око екватора. Тропски циклони типично имају пречник у опсегу од 100 и 4.000 km. Термин тропски се односи на географско порекло ових система. Они се скоро ексклузивно формирају изнад тропских мора. Реч циклон произилази из њихове кружне природе, при чему ветар дува насупрот смера казаљки на саду у Северној хемисфери и у смеру казаљки на сату у Јужној хемисфери. Супротни смерови циркулације су последица Кориолисовог ефекта. Поред јаког ветра и кише, тропски циклони могу до произведу високе таласе, погубне олујне поплаве, и торнада. Они типично брзо слабе над копном, где су одсечени од свог примарног извора енергије. Из тог разлога су приобални региони посебно осјетљиви на оштећења узрокована тропским циклонима у односу на унутрашњост. Јаке киша, међутим, могу да доведу до знатних поплава у унутрашњости, и олујни удари могу да произведу екстензивне приобалне поплаве и до 40 км од обале. Мада је њихов утицај на људске популације обично поражавајући, тропски циклони могу да ублаже суше. Они такође могу да односе топлотну енергију са тропика и да је преносе на пределе са умеренијом климом, што може да има важну улогу у регионалној и глобалној модулацији климе.
Тропски циклони увлаче ваздух са великог подручја и концентришу садржај воде у том ваздуху (из атмосферске влаге и влаге испарене из воде) у падавине на много мањој површини. Ово допуњавање ваздуха влагом након кише може изазвати вишесатну или вишедневну екстремно јаку кишу до 40 km (25 mi) од обале, далеко изнад количине воде коју локална атмосфера садржи у било ком тренутку. Ово заузврат може довести до изливања река, копнених поплава и општег преоптерећења локалних структура за контролу воде на великом подручју. Ефекти тропских циклона на људску популацију могу бити разорни. Сваке године тропски циклони утичу на различите регионе света, укључујући обалу Мексичког залива Северне Америке, Аустралију, Индију и Бангладеш. Климатске промене могу утицати на тропске циклоне на различите начине: међу могућим су интензивирање падавина и брзине ветра, смањење укупне учесталости, повећање учесталости веома интензивних олуја и ширење ка полу где циклони достижу максимални интензитет. Оне су последице климатских промена изазваних људским деловањем.

## Дефиниција и терминологија
Тропски циклон је генерички термин за систем ниског притиска са топлом језгром, нефронталне синоптичке скале над тропским или суптропским водама широм света. Ови системи генерално имају добро дефинисан центар који је окружен дубоком атмосферском конвекцијом и затвореном циркулацијом ветра на површини. Генерално се сматра да је тропски циклон формиран када се уоче средњи површински ветрови јачине 35 kn (65 km/h; 40 mph). Претпоставља се да је у овој фази тропски циклон постао самоодржив и да може да настави да се интензивира без икакве помоћи свог окружења.
У зависности од локације и јачине, тропски циклон се назива различитим именима, укључујући ураган, тајфун, тропску олују, циклонску олују, тропску депресију или једноставно циклон. Ураган је јак тропски циклон који се јавља на Атлантском океану или североисточном Тихом океану, а тајфун се јавља у северозападном Тихом океану. У Индијском океану и јужном Пацифику, сличне олује се називају „тропским циклонима“, а такве олује у Индијском океану могу се назвати и „тешким циклоналним олујама“.
Тропски се односи на географско порекло ових система, који се формирају скоро искључиво изнад тропских мора. Циклон се односи на њихове ветрове који се крећу у круг, вртећи се око њиховог централног бистрог ока, са њиховим површинским ветровима који дувају у супротном смеру казаљке на сату на северној хемисфери и у смеру казаљке на сату на јужној хемисфери. Супротан смер циркулације је последица Кориолисовог ефекта.

## Формирање
Тропски циклони имају тенденцију да се углавном развијају током лета, мада су примећени скоро сваког месеца у већини басена тропских циклона. Тропски циклони са обе стране екватора углавном имају своје порекло у зони интертропске конвергенције, где ветрови дувају са североистока или југоистока. Унутар овог широког подручја ниског притиска, ваздух се загрева изнад топлог тропског океана и уздиже се у дискретним деловима, што узрокује настанак грмљавинских пљускова. Ови пљускови нестају прилично брзо; међутим, могу и да се групишу у велике кластере олуја са грмљавином. Ово ствара ток топлог, влажног ваздуха који се брзо уздиже, који почиње да се ротира циклонски док је у интеракцији са ротацијом земље.
Неколико фактора је потребно за даљи развој ових олуја, укључујући температуру површине мора од око 27 °C (81 °F) и низак вертикални смицајући ветар који окружује систем, атмосферску нестабилност, високу влажност у доњем и средњем делу нивои тропосфере, довољну Кориолисову силу да се развије центар ниског притиска, и већ постојећи фокус ниског нивоа или поремећај. Постоји ограничење интензитета тропског циклона које је снажно повезано са температурама воде дуж његовог пута и дивергенцијом вишег нивоа. Годишње се широм света формира у просеку 86 тропских циклона интензитета тропских олуја. Од тога, 47 достиже јачину већу од 119 km/h (74 mph), а 20 постају интензивни тропски циклони (најмање интензитет категорије 3 на Сафир-Симпсоновој скали).
Климатске осцилације као што су Ел Нињо-јужна осцилација (ENSO) и Маден-Џулијанске осцилације модулишу време и учесталост развоја тропског циклона. Росбијеви таласи могу помоћи у формирању новог тропског циклона ширењем енергије постојеће, зреле олује. Келвинови таласи могу допринети формирању тропских циклона регулацијом развоја западних крајева. Формирање циклона се обично смањује 3 дана пре врха таласа и повећава се током 3 дана након тога.

### Региони формирања и центри упозорења
| Басени тропских циклона и званични центри упозорења | Басени тропских циклона и званични центри упозорења                       | Басени тропских циклона и званични центри упозорења | Басени тропских циклона и званични центри упозорења |
| Басен                                               | Центар за упозоравање                                                     | Област одговорности                                 | Напомене                                            |
| --------------------------------------------------- | ------------------------------------------------------------------------- | --------------------------------------------------- | --------------------------------------------------- |
| Северна хемисфера                                   |                                                                           |                                                     |                                                     |
| Северни Атлантик                                    | Национални центар за урагане Сједињених Држава (Мајами)                   | Екватор северно, афричка обала – 140°W              | [ 22 ]                                              |
| Источни Пацифик                                     | Централни Пацифички центар за урагане Сједињених Држава (Хонолулу)        | Екватор северно, 140–180°W                          | [ 22 ]                                              |
| Западни Пацифик                                     | Јапанска метеоролошка агенција                                            | Екватор – 60°N, 180–100°E                           | [ 23 ]                                              |
| Северни Индијски океан                              | Индијски метереолошки департман                                           | Екватор северно, 100–40°E                           | [ 24 ]                                              |
| Јужна хемисфера                                     |                                                                           |                                                     |                                                     |
| Југозападни Индијски океан                          | Француска метереолошка служба Реунион                                     | Екватор – 40°S, Афричка обала – 90°E                | [ 25 ]                                              |
| Аустралијски регион                                 | Индонежанска Агенција за метереологију, климатографију и геофизику (BMKG) | Екватор – 10°S, 90–141°E                            | [ 26 ]                                              |
| Аустралијски регион                                 | Национална метеоролошка служба Папуе Нове Гвинеје                         | Екватор – 10°S, 141–160°E                           | [ 26 ]                                              |
| Аустралијски регион                                 | Аустралијски метеоролошки биро                                            | 10–40°S, 90–160°E                                   | [ 26 ]                                              |
| Јужни Пацифик                                       | Метеоролошка служба Фиџија                                                | Екватор – 25°S, 160°E – 120°W                       | [ 26 ]                                              |
| Јужни Пацифик                                       | Meteorological Service of New Zealand\|Метеоролошка служба Новог Зеланда  | 25–40°S, 160°E – 120°W                              | [ 26 ]                                              |

Већина тропских циклона сваке године се формира у једном од седам басена тропских циклона, које прате разне метеоролошке службе и центри за упозоравање. Десет од ових центара за упозорење широм света је одређено као Регионални специјализовани метеоролошки центар или Центар за упозорење на тропске циклоне од стране програма Светске метеоролошке организације (WMO) за тропске циклоне. Ови центри за упозоравење издају савете који пружају основне информације и покривају присутне системе, прогнозирану позицију, кретање и интензитет, у њиховим зонама одговорности. Метеоролошке службе широм света су генерално одговорне за издавање упозорења за сопствену земљу, међутим, постоје изузеци, пошто Национални центар за урагане Сједињених Држава и Метеоролошка служба Фиџија издају упозорења, посматрања и упозорења за различите острвске државе у њиховим зонама одговорности. Заједнички центар за упозорење на тајфуне Сједињених Држава и Метеоролошки центар флоте такође јавно издају упозорења о тропским циклонима у име Владе Сједињених Држава. Хидрографски центар Бразилске морнарице именује јужноатлантске тропске циклоне, међутим јужни Атлантик није велики басен, нити званични басен према WMO.

## Интензитет
Интензитет тропског циклона се заснива на брзини и притиску ветра; односи између ветрова и притиска се често користе у одређивању интензитета олује. Скала тропских циклона као што је Сафир-Симпсонова скала ветра урагана и Аустралијска скала (Биро за метеорологију) користе само брзину ветра за одређивање категорије олује. Најинтензивнија забележена олуја је Тајфун Тип у северозападном Тихом океану 1979. године, који је достигао минимални притисак од 870 hPa (26 inHg) и максималну трајну брзину ветра од 165 kn (85 m/s; 305 km/h; 190 mph). Највећа дуготрајна брзина ветра икада забележена била је 185 kn (95 m/s; 345 km/h; 215 mph) у урагану Патриша 2015. године — најинтензивнијем циклону икада забележеном на западној хемисфери.

### Фактори који утичу на интензитет
Потребне су топле температуре површине мора да би се тропски циклони формирали и ојачали. Општеприхваћени минимални температурни опсег за ово је 26–27 °C (79–81 °F), међутим, више студија је предложило нижи минимум од 255 °C (491 °F). Више температуре површине мора резултирају бржим стопама интензивирања, а понекад чак и брзим интензивирањем. Висок садржај топлоте у океану, познат и као топлотни потенцијал тропског циклона, омогућава олујама да постигну већи интензитет. Већина тропских циклона који доживљавају брзо интензивирање прелазе регионе са високим садржајем топлоте у океану, а не нижим вредностима. Високе вредности топлотног садржаја океана могу помоћи да се надокнади океанско хлађење изазвано проласком тропског циклона, ограничавајући ефекат које ово хлађење има на олују. Системи који се брже крећу су у стању да се интензивирају до већих интензитета са нижим вредностима топлотног садржаја океана. Системи који се спорије крећу захтевају веће вредности топлотног садржаја океана да би постигли исти интензитет.
Пролазак тропског циклона преко океана узрокује да се горњи слојеви океана знатно охладе, процес познат као уздизање, који може негативно утицати на каснији развој циклона. Ово хлађење је првенствено узроковано мешањем хладне воде из дубљег океана са топлим површинским водама изазвано ветром. Овај ефекат доводи до процеса негативне повратне спреге који може инхибирати даљи развој или довести до слабљења. Додатно хлађење може доћи у облику хладне воде од падајућих капи кише (то је зато што је атмосфера хладнија на већим висинама). Облачни покривач такође може играти улогу у хлађењу океана, тако што штити површину океана од директне сунчеве светлости пре и мало после олујног пролаза. Сви ови ефекти могу да се комбинују и да изазову драматичан пад температуре површине мора на великој површини за само неколико дана. Насупрот томе, мешање мора може довести до уплива топлоте у дубље воде, са потенцијалним ефектима на глобалну климу.
Вертикално смицање ветра смањује предвидљивост тропског циклона, при чему олује показују широк спектар реакција у присуству смицања. Смицање ветра често негативно утиче на интензивирање тропског циклона тако што истискује влагу и топлоту из центра система. Ниски нивои вертикалног смицања ветра су најоптималнији за јачање, док јаче смицање ветра изазива слабљење. Увлачење сувог ваздуха у језгро тропског циклона негативно утиче на његов развој и интензитет смањењем атмосферске конвекције и увођењем асиметрије у структуру олује. Симетрично, снажно отицање доводи до брже стопе интензивирања него што је примећено у другим системима ублажавањем локалног смицања ветра. Слабљење одлива је повезано са слабљењем кишних појасева унутар тропског циклона. Тропски циклони се и даље могу интензивирати, чак и брзо, у присуству умереног или јаког смицања ветра у зависности од еволуције и структуре конвекције олује.
Величина тропских циклона игра улогу у томе колико брзо се они интензивирају. Мањи тропски циклони су склонији брзом интензивирању од већих. Фуџиваров ефекат, који укључује интеракцију између два тропска циклона, може да ослаби и на крају резултира расипањем слабијег од два тропска циклона смањењем организације система конвекције и стварањем хоризонталног смицања ветра. Тропски циклони обично слабе док се налазе изнад копна јер су услови често неповољни као резултат недостатка океанске силе. Ефекат смеђег океана може дозволити тропском циклону да одржи или повећа свој интензитет након преласка на копно, у случајевима када је било обилних падавина, кроз ослобађање латентне топлоте из засићеног тла. Орографско подизање може изазвати значајно повећање интензитета конвекције тропског циклона када се његово око креће преко планине, разбијајући гранични слој који га је спутавао. Млазне струје могу да појачају и инхибирају интензитет тропског циклона утичући на отицање олује, као и на вертикално смицање ветра.

### Брзо интензивирање
Повремено, тропски циклони могу бити подвргнути процесу познатом као брзо интензивирање, периоду у којем се максимални трајни ветрови тропског циклона повећавају за 30 kn (56 km/h; 35 mph) или више у року од 24 сата. Слично, брзо продубљивање у тропским циклонима се дефинише као минимално смањење притиска на површини мора од 1,75 hPa (0,052 inHg) на сат или 42 hPa (1,2 inHg) у периоду од 24 сата; Експлозивно продубљивање настаје када се површински притисак смањи за 2,5 hPa (0,074 inHg) на сат током најмање 12 сати или 5 hPa (0,15 inHg) на сат током најмање 6 сати. Да би дошло до брзог интензивирања, мора постојати неколико услова. Температуре воде морају бити изузетно високе (близу или изнад 30 °C (86 °F)), а вода ове температуре мора бити довољно дубока да таласи не одводе хладније воде на површину. С друге стране, топлотни потенцијал тропског циклона је један од неконвенционалних подповршинских океанографских параметара који утичу на интензитет циклона. Смицање ветра мора бити мало; када је смицање ветра велико, конвекција и циркулација у циклону ће бити поремећени. Обично мора бити присутан антициклон у горњим слојевима тропосфере изнад олује – да би се развили екстремно ниски површински притисци, ваздух се мора веома брзо подићи у очном зиду олује, а антициклон вишег нивоа помаже да се ово каналише, ефикасно одвајајући ваздух од циклона. Међутим, неки циклони као што је ураган Епсилон брзо су се интензивирали упркос релативно неповољним условима.

### Дисипација
Постоји неколико начина на које тропски циклон може ослабити, распршити се или изгубити своје тропске карактеристике. То укључује спуштање на копно, кретање преко хладније воде, сусрет са сувим ваздухом или интеракција са другим временским системима; међутим, када се систем распрши или изгуби своје тропске карактеристике, његови остаци би могли да регенеришу тропски циклон ако услови околине постану повољни.
Тропски циклон може да се распрши када се креће изнад вода које су знатно хладније од 26,5 °C (79,7 °F). Ово лишива олују такве тропске карактеристике као што је топло језгро са грмљавином у близини центра, тако да постаје заостало подручје ниског притиска. Преостали системи могу постојати неколико дана пре него што изгубе свој идентитет. Овај механизам дисипације је најчешћи у источном северном Пацифику. До слабљења или дисипације може доћи и ако олуја доживи вертикално смицање ветра, што узрокује да се конвекцијски и топлотни мотор удаљи од центра; ово обично зауставља развој тропског циклона. Поред тога, његова интеракција са главним појасом западних ветрова умереног појаса, спајањем са оближњом фронталном зоном, може проузроковати да тропски циклони еволуирају у екстратропске циклоне. Овај прелаз може да потраје 1–3 дана.
Ако тропски циклон дође до копна или пређе преко острва, његова циркулација би могла да почне да се прекида, посебно ако наиђе на планински терен. Када систем дође до копна на великом копну, он је одсечен од свог снабдевања топлим влажним морским ваздухом и почиње да увлачи сув континентални ваздух. Ово, у комбинацији са повећаним трењем преко копнених површина, доводи до слабљења и распршивања тропског циклона. Преко планинског терена, систем може брзо ослабити; међутим, на равним површинама, може издржати два до три дана пре него што се циркулација поремети и распрши.
Током година, постојао је велики број техника које су разматране у покушају да се вештачки модификују тропски циклони. Ове технике су укључивале коришћење нуклеарног оружја, хлађење океана леденим бреговима, одувавање олује са копна огромним лепезама и засејавање одабраних олуја сувим ледом или сребро јодидом. Ове технике, међутим, нису пропорционалне трајању, интензитету, снази или величини тропских циклона.

### Методе за процену интензитета
Различите методе или технике, укључујући површинске, сателитске и ваздушне, користе се за процену интензитета тропског циклона. Извиђачки авиони лете око и кроз тропске циклоне, опремљени специјализованим инструментима, како би прикупили информације које се могу користити за утврђивање ветрова и притиска система. Тропски циклони поседују ветрове различитих брзина на различитим висинама. Ветрови забележени на нивоу летења могу се конвертовати да би се пронашле брзине ветра на површини. Посматрања на површини, као што су извештаји са бродова, копнених станица, месонета, приобалских станице и бова, могу да пруже информације о интензитету тропског циклона или правцу у којем путује. Односи ветра и притиска (WPR) се користе као начин да се одреди притисак олује на основу њене брзине ветра. Предложено је неколико различитих метода и једначина за израчунавање тих односа. Свака агенција за тропске циклоне користи свој, фиксни WPR, што може довести до одступања између агенција које издају процене на истом систему. ASCAT је скатерометар који користе MetOp сателити за мапирање вектора поља ветра тропских циклона. SMAP користи радиометарски канал Л-опсега за одређивање брзине ветра тропских циклона на површини океана, и показао се поузданим при већим интензитетима и под условима обилних падавина, за разлику од инструмената заснованих на расејању и других инструмената заснованих на радиометрима.
Дворжакова техника игра велику улогу и у класификацији тропског циклона и у одређивању његовог интензитета. Овај метод који је коришћен у центрима за упозорење, развио је Вернон Дворак током 1970-их. У њему се користе видљиви и инфрацрвени сателитски снимци при процени интензитета тропског циклона. Дворжакова техника користи скалу „Т-бројева”, скалирање у корацима од 0,5 од Т1,0 до Т8,0. Сваки Т-број има интензитет који му је додељен, а већи Т-бројеви указују на јачи систем. Прогностичари процењују тропске циклоне на основу низа образаца, укључујући карактеристике закривљених трака, смицање, централну густу облачност и око, како би одредили Т-број и тако проценили интензитет олује. Кооперативни институт за метеоролошке сателитске студије ради на развоју и побољшању аутоматизованих сателитских метода, као што су Напредна Дворжакова техника (ADT) и SATCON. ADT, који користи велики број центара за прогнозу, користи инфрацрвене геостационарне сателитске снимке и алгоритам заснован на Дворжаковој техници за процену интензитета тропских циклона. ADT има бројне разлике у односу на конвенционалну Дворжакову технику, укључујући измене правила ограничења интензитета и употребу микроталасних слика за заснивање интензитета система на његовој унутрашњој структури, која спречава да се интензитет изједначи пре него што се око појави на инфрацрвеној слици. SATCON пондерише процене различитих сателитских система и микроталасних сондера, узимајући у обзир предности и недостатке у свакој појединачној процени, да би произвео консензусну процену интензитета тропског циклона која понекад може бити поузданија од Дворжакове технике.

## Физичка структура
Тропски циклони су области релативно ниског притиска у тропосфери, са највећим пертурбацијама притиска на малим висинама, недалеко од површине. Притисци забележени у центрима тропских циклона су међу најнижима икад измереним на Земљи на нивоу мора. Централна зона тропских циклона је топлија него окружујућа област на свим висинама, и стога се они називају система „топлог језгра“.

### Поље ветра
Поље ветра тропског циклона у близини површине је окарактерисано ветром који брзо ротира око центра циркулације, док се истовремено радијално креће на унутра и навише. На спољашњој ивици олује, ваздух може да буде скоро миран. Услед ротације Земље, апсолутни угаони моменат ваздуха није једнак нули. Са радијалним протоком ваздуха ка унутрашњости, долази до циклонске ротације (супротно смеру казаљки на сату у Северној хемисфери, и у смеру казаљки на сату у Јужној хемисфери) да би се очувао угаони моменат. На извесном унутрашњем пречнику, ваздух почиње да се пење ка врху тропосфере. Тај пречник је типично коинцидентан са унутрашњим пречником зида ока, и има најјаче ветрове у близини површине у целокупној олуји; консеквентно, он је познат као пречник максималних ветрова. Кад се испење, ваздух се удаљава од центра олује, производећи штит од цирусних облака. У близини врха урагана, циркулација мења смер и на Северној хемисфери почиње да се креће у смеру казаљки на сату.
Горе описани процес доводи до поља ветра које је скоро осно симетрично. Брзина ветра је ниска у центру, брзо се повећава идући ка пречнику максималне брзине ветра, и затим се постепено снижава са даљим повећањем пречника. Међутим, поље ветра често манифестује додатне просторне и темпоралне варијабилности услед дејстава локализованих процеса, као што је олујна активност и хоризонталне нестабилности протока. У вертикалном правцу, ветрови су најјачи у близини површине и смањују се са повећањем висине унутар тропосфере.

### Око и центар
У центру формираног тропског циклона, ваздух потања уместо да се подиже. Код довољно јаке олује, ваздух може да потоне преко довољно дубоког слоја да сузбије формирање облака, чиме се формира чисто „око“. У оку је време нормално мирно и без облака, мада море може да буде изузетно немирно. Око је нормално округлог облика, и типично има пречник од 30 – 65 km, мада су случајеви са само 3 km, као и од 370 km такође забележени.
Облачна спољашња ивица ока се назива „зидом ока“. Он се типично шири ка спољашњој страни са повећањем висине, те подсећа на арену фудбалског стадиона; тај феномен се понекад назива стадијумским ефектом. На зиду ока ветар достиже највећу брзину, ваздух се најбрже диже, облаци достижу њихову највећу висину, и преципитација је најтежа. Најтежа оштећења изазвана ветром се јављају у областима где зид ока тропског циклона пређе преко копна.
Код слабијих олуја, око може да буде заклоњено централним густим наоблачењем, које је горњи слој цирусног штита који је асоциран са концентрисаном облашћу јаке олујне активности у близини центра тропског циклона.
Зид ока може да варира током времена у облику променљивих циклуса. То је посебно случај код интензивних тропских циклона. Спољашњи кишни опсези могу да буду организовани у облику олујних прстенова који се полако померају ка унутрашњости. Сматра се да се тиме смањује садржај влаге и угаони моменат примарног зида ока. Кад примарни зид ока ослаби, тропски циклон привремено утихне. Спољашњи зид ока коначно замени примарни на крају циклуса, након чега може да дође до обнављања интензитета олује на њен почетни ниво.

### Интензитет
„Интензитет“ олује се дефинише као максимална брзина ветра у олуји. Та брзина се одређује као просек било једног или десет минута на стандардној референтној висини од 10 метара. Избор временског периода просека, као и именска конвенција класификације олуја, се разликује међу прогностичким центрима и океанским базенима.

### Размере
| Опис величина тропских циклона | Опис величина тропских циклона |
|                                | Тип                            |
| ------------------------------ | ------------------------------ |
| Мање од 2 латитудна степена    | Веома мали / патуљак           |
| 2 до 3 латитудних степени      | Мали                           |
| 3 до 6 латитудних степени      | Средњи / просечни              |
| 6 до 8 латитудних степени      | Велики                         |
| Преко 8 латитудних степени     | Веома велики                   |

Постоји низ широко коришћених начина изражавање величине олује. Најчешће коришћени обухватају пречник и максималну брзину ветра, пречник ветра од 34-чворова (и.е. силе олује), пречник најудаљеније затворене изобаре, пречник нестајања ветра. Једна додатна мера је пречник при коме се релативно поље вртложења смањи до 1×10−5 s−1.
На Земљи, тропски циклони покривају широк опсег величина, од 100–2000 km мерено по пречнику нестајања ветра. Они су у просеку највећи у подручју северозападног Тихог океана, а најмањи у источном Тихом океану. Ако је пречник најудаљеније затворене изобаре мањи од два степена латитуде (222 km), онда је циклон „веома мали“ или „патуљак“. Пречник од 3–6 латитудна степена (333 – 670 km) се сматра „просечном величином“. „Веома велики“ тропски циклони имају пречник већи од 8 степени (888 km). Осматрања показују да је величина у малој мери повезана са променљивама као што су интензитет олује (и.е. максимална брзина ветра), пречник максималног ветра, латитуда, и максимални потенцијални интензитет.
Величина игра важну улогу у модулацији штете од олује. Ако је све остало једнако, већа олуја ће утицати на веће подручје током дужег временског интервала. Осим тога, снажније поље приземног ветра може да генерише већи олујни прилив услед комбинације дуже захваћености ветром, дужег трајања и већих таласа. На пример, ураган Санди, који је погодио источне САД 2012. године, једва да је достигао урагански интензитет пре досезања копна, али је због своје екстремно велике величине био један од копнених урагана који су изазвали највећу материјалну штету у историји САД.
Горњи циркулација јаких урагана протеже се у тропопаузу атмосфере, која је при нижим латитудама на 15.000–18.000 метара.

## Физика и енергетика
Тродимензионално поље ветра у тропском циклону се може поделити у две компоненте: примарну циркулацију и секундарну циркулацију. Примарна циркулације је ротациони део протока; она је чисто циркуларна. Секундарна циркулација је преврћући део протока; она делује у радијалном и вертикалном правцу. Примарна циркулација обухвата најјаче ветрове и одговорна је за највећи део штете узроковане олујом, док је секундарна циркулација спорија мада влада енергетиком олује.

### Секундарна циркулација: Карноова топлотна машина
Примарни извор енергије тропског циклона је испаравање воде са површине океана, која се ултиматно рекондензује у облацима и киши, кад се врућ ваздух подигне и охлади до засићења. Енергетика система се може идеализовати као атмосферска Карноова топлотна машина. Прво, упливни ваздух у близини површине стиче топлоту, првенствено путем испаравања воде (и.е. латентна топлота) на температури вруће океанске површине (током испаравања, океан се хлади, а ваздух се загрева). Друго, угрејани ваздух се подиже и хлади унутар зида ока уз конзервацију тоталног топлотног садржаја (латентна топлота се једноставно конвертује у осетну топлоту током кондензације). Треће, ваздух се одлива и губи топлоту у облику инфрацрвене радијације у отвореном простору на температури хладне тропопаузе. Коначно, ваздух се слеже и загрева на спољашњој ивици олује уз конзервацију тоталног топлотног садржаја. Први и трећи корак су скоро изотермски, док су други и четврти корак скоро изентропски. Овај навише-наниже преврћући проток је познат као секундарна циркулација. Карноова перспектива даје горњу границу максималне брзине ветра коју олуја може да достигне.
Научници процењују да тропски циклон ослобађа топлотну енергију брзином од 50 до 200 екса џула (1018 J) на дан, што је еквивалентно са око 1 PW (1015 Вата). Та брзина ослобађања енергије је до 70 пута већа од светске енергетске потрошње људи и 200 већа од светског електричног капацитета. Она је еквивалентна са експлозијом нуклеарне бомбе снаге 10 мегатона сваких 20 минута.

### Примарна циркулација: ротирајући ветрови
Примарни ротирајући проток тропског циклона произилази из конзервације угаоног момента секундарне циркулације. Апсолутни угаони моменат ротирајуће планете {\displaystyle M} je dat izrazom
{\displaystyle M={\frac {1}{2}}fr^{2}+vr}
где {\displaystyle f} означава Кориолисов параметер, {\displaystyle v} је азимутална (тј. ротирајућа) брзина ветра, и {\displaystyle r} је полупречник до осе ротације. Први члан на десној страни је компонента планетарног угаоног момента која се пројектује на локалну вертикалу (тј. осу ротације). Други члан је релативни угаони моменат саме циркулације у односу на осу ротације. Пошто члан планетарног угаоног момента ишчезава у близини екватора (где је {\displaystyle f=0} ), тропски циклони се ретко формирају унутар 5° од екватора.
Услед радијалног протока ваздуха ка унутрашњости на ниским нивоима, долази до кружне ротације ради очувања угаоног мемента. Слично томе, брзо ротирајући проток ваздуха се креће радијално навише у близини тропопаузе, те долази до умањења циклонске ротације и ултиматне промене смера на довољно великом полупречнику, што доводи до антициклона у горњем нивоу. Резултат је вертикална структура која се одликује јаким циклоном на ниским нивоима и јаким антициклоном у близини тропопаузе. Са гледишта термалног баланса ветра, то кореспондира систему који је топлији у центру него у окружењу на свим алтитудама (тј. „топло језгро“). Са перспективе хидростатичког баланса, топло језгро се транслира у нижи притисак у центру на свим алтитудама, са максималним падом притиска у близини површине.

### Максимум потенцијалног интензитета
Услед површинског трења, прилив само парцијално очувава свој угаони моменат. Стога, површина мора као доња граница делује као извор (услед испаравања) и потрошач (услед трења) енергије система. Последица ове чињенице је постојање теоретске горње границе највеће јачине ветра коју тропски циклон може да достигне. Пошто се испаравање линеарно повећава са брзином ветра (као што се излазак из базена осећа хладнијим током ветровитих дана), постоји позитивна повратна спрега на унос енергије у систем, позната као утицај ветром индуковане размене површинске топлоте (енгл. Wind-Induced Surface Heat Exchange - WISHE). Ова спрега се знатно умањује кад дисипација услед трења, пропорционалног са кубом брзине ветра, постане довољно велика. Горња граница се назива „максимални потенцијални интензитет“, {\displaystyle v_{p}}, i data je sa
{\displaystyle v_{p}^{2}={\frac {C_{k}}{C_{d}}}{\frac {T_{s}-T_{o}}{T_{o}}}\Delta k}
где {\displaystyle T_{s}} означава температуру површине мора, {\displaystyle T_{o}} је температура одлива (), {\displaystyle \Delta k} је разлика енталпије између површине и прекривајућег ваздуха (), а {\displaystyle C_{k}} и {\displaystyle C_{d}} су коефицијенти размене (који су бездимензиони) енталпије и момента. Разлика енталпије површине и ваздуха се узима да је {\displaystyle \Delta k=k_{s}^{*}-k}, где је {\displaystyle k_{s}^{*}} енталпија засићења ваздуха при температури мора и притиску на нивоу мора, а {\displaystyle k} је енталпија граничног слоја ваздуха који покрива површину.
Максимални потенцијални интензитет је предоминантно функција саме околине (и.е. без тропског циклона), и стога ова величина се може користити за одређивање региона на Земљи који могу да подрже тропске циклоне датог интензитета, и начина на који ти региони могу да еволуирају током времена. Специфично, максимални потенцијални интензитет има три компоненте, мада је његова варијабилност у простору и времену предоминантно узрокована варијабилношћу компоненте разлике енталпије између површине и ваздуха, {\displaystyle \Delta k}.

#### Извод
На тропски циклон се може гледати као на топлотну машину која конвертује улазну топлотну енергију са површине у механичку енергију која се може користити за вршење механичког рада против површинског трења. У равнотежи, брзина нето продукције енергије система мора да буде једнака брзини губитка енергије услед дисипације трењем на површини, тј.
{\displaystyle W_{in}=W_{out}}
Брзина губитка енергије по јединици површине услед површинског трења, {\displaystyle W_{out}}, је дата са
{\displaystyle W_{out}=C_{d}\rho |\mathbf {u} |^{3}}
где је {\displaystyle \rho } густина ваздуха у близини површине () и {\displaystyle |\mathbf {u} |} је брзина ветра у близини површине ().
Брзина ослобађања енергије по јединици површине, {\displaystyle W_{in}} је дата са
{\displaystyle W_{in}=\epsilon Q_{in}}
где је {\displaystyle \epsilon } ефикасност топлотне машине и {\displaystyle Q_{in}} је тотална брзина топлотног уноса у систем по јединици површине. Пошто се тропски циклони у идеалном случају могу сматрати Карноовом топлотном машином, ефикасност Карноове топлотне машине је дата са
{\displaystyle \epsilon ={\frac {T_{s}-T_{o}}{T_{s}}}}
Топлота (енталпија) по јединици масе је дата са
{\displaystyle k=C_{p}T+L_{v}q}
где је {\displaystyle C_{p}} топлотни капацитет ваздуха, {\displaystyle T} је температура ваздуха, {\displaystyle L_{v}} је латентна топлота испаравања, и {\displaystyle q} је концентрација водене паре. Прва компонента одговара осетној топлоти, а друга латентној топлоти.
Постоје два извора топлоте. Доминантни извор је унос топлоте са површине, првенствено услед испаравања. Аеродинамичка формула за брзину уноса топлоте по јединици површине, {\displaystyle Q_{in:k}}, je data sa
{\displaystyle Q_{in:k}=C_{k}\rho |\mathbf {u} |\Delta k}
где {\displaystyle \Delta k=k_{s}^{*}-k} представља разлику енталпија између површине океана и прекривајућег ваздуха. Други извор је унутрашња осетна топлота која се генерише дисипацијом услед трења (означена са {\displaystyle W_{out}}), која се јавља у близини површине унутар тропског циклона и рециклира се у систему.
{\displaystyle Q_{in:friction}=C_{d}\rho |\mathbf {u} |^{3}}
Стога је тотална брзина нето продукције енергије по јединици површине дата са
{\displaystyle W_{in}={\frac {T_{s}-T_{o}}{T_{s}}}\left(C_{k}\rho |\mathbf {u} |\Delta k+C_{d}\rho |\mathbf {u} |^{3}\right)}
Постављајући {\displaystyle W_{in}=W_{out}} и узимајући {\displaystyle |\mathbf {u} |\approx v} (i.e. брзина ротационог ветра је доминантна) доводи до горе датог решења за {\displaystyle v_{p}}. Овај извод подразумева да се тотални унос енергије и њен губитак унутар система могу апроксимирати њиховим вредностима на полупречнику максималног ветра. Учинак уврштавања {\displaystyle Q_{in:friction}} је да се тотални унос топлоте множи фактором {\displaystyle {\frac {T_{s}}{T_{o}}}}. Математички, то има ефекат замењивања {\displaystyle T_{s}} sa {\displaystyle T_{o}} у имениоцу Карноове ефикасности.
Алтернативни извод за максимални потенцијални интензитет, који је математички еквивалентан са горњом формулацијом, је
{\displaystyle v_{p}={\sqrt {{\frac {T_{s}}{T_{o}}}{\frac {C_{k}}{C_{d}}}(CAPE_{s}^{*}-CAPE_{b})|_{m}}}}
где CAPE означава конвективну доступну потенцијалну енергију (енгл. Convective Available Potential Energy), {\displaystyle CAPE_{s}^{*}} је CAPE дела ваздуха подигнутог из засићења на нивоу мора у односу на сондирање околине, {\displaystyle CAPE_{b}} је CAPE граничног слоја ваздуха, и обе величине се прорачунавају на полупречнику максималног ветра.

#### Карактеристичне вредности и варијабилност на Земљи
На Земљи, карактеристична температура за {\displaystyle T_{s}} је 300 K, а за {\displaystyle T_{o}} је 200 K, што одговара Карноовој ефикасности од {\displaystyle \epsilon =1/3}. Однос коефицијената површинске размене, {\displaystyle C_{k}/C_{d}}, се типично узима да је 1. Међутим, запажања упућују на то да коефицијент отпора {\displaystyle C_{d}} варира са брзином ветра и да може да опадне при јаком ветру унутар граничног слоја формираног урагана. Додатно, {\displaystyle C_{k}} може да варира са високим брзинама ветра услед ефекта морског спреја на испаравање унутар граничног слоја.
Карактеристична вредност максималног потенцијалног интензитета, {\displaystyle v_{p}}, је 80 m/s. Међутим, ова величина знатно варира у времену и простору, посебно унутар сезонских циклона, покривајући опсег од 0–100 m/s. Ова варијабилност је првенствено услед променљивости дисеквилибријума површинске енталпије ( {\displaystyle \Delta k} ), као и термодинамичке структуре тропосфере, које су контролисане динамиком великих опсега тропске климе. Ове процесе модулише низ фактора укључујући температуру површине мора (и исходишна динамика океана), позадину ветра у близини површине, и вертикалну структуру атмосферског радијативног загревања. Природа ове модулације је комплексна, посебно на климатским временским скалама (декадама или дуже). На краћим временским скалама, варијабилност максималног потенцијалног интензитета се обично повезује са пертурбацијама температуре површине мора у односу на трописки просек, пошто региони са релативно топлом водом имају термодинамичка стања која су знатно склонија појави тропских циклона него региони са релативно хладном водом. Међутим, на овај однос индиректно утиче динамика тропика великих опсега; у поређењу с тим је директан утицај апсолутне температуре морске површине на {\displaystyle v_{p}} слаб.

### Интеракција са океаном
Пролаз тропског циклона преко океана узрокује знатно хлађење горњих слојева океана, што може да утиче на накнадни развој циклона. Ово хлађење је првенствено узроковано мешањем хладне воде из дубине океана са топлом површинском водом услед ветра. Тај ефекат доводи до негативног повратног процеса којим се инхибира даљи развој, или долази до слабљења. Додатно хлађење може проистекне из прилива хладне воде из кише (до тога долази зато што је атмосфера хладнија на вишим алтитудама). Наоблачење такође може да утиче на хлађење океана, путем заклањања површине океана од директног сунчевог светла пре и незнатно након проласка олује. Сви ти ефекти се могу комбиновати да произведу драматични пад температуре морске површине преко великих области за само неколико дана.

## Сафир-Симпсонова скала урагана
- Категорија 1 - ветар 119–153 km/h. Оштећује: непричвршћене камп-приколице, жбуње, дрвеће
- Категорија 2 - ветар 153–177 km/h. Оштећује: оштећује структуре кућа (по неки цреп), обара по неко велико дрвеће, поплаве у приобаљу
- Категорија 3 - ветар 178–209 km/h. Оштећује: оштећује структуре кућа (већа оштећења), обара велико дрвеће, веће поплаве у приобаљу
- Категорија 4 - ветар 210–249 km/h. Оштећује: руши кровне конструкције, чупа дрвеће, жбуње, знаке, поплаве и масовна евакуација 10 км уз обалу.
- Категорија 5 - ветар снажнији од 249 km/h. Оштећује: носи кровове, зграде се руше, масовна евакуација 15 км уз обалу